# Llista de monuments del districte de Miranda
Llista de monuments del districte de Miranda (Gers) registrats com a monuments històrics, bé catalogats d'interès nacional (classé) o bé inventariats d'interès regional (inscrit).
| Monument                                        | Prot. | Època            | Localització                                 | Coordenades                                          | Codi?      | Imatge |
| ----------------------------------------------- | ----- | ---------------- | -------------------------------------------- | ---------------------------------------------------- | ---------- | --- |
| Església Saint-Jacques de Fromentas             | Cat.  | Segle XV         | Anhan Fromentas                              | 43° 41′ 55″ N, 0° 05′ 05″ E / 43.698713°N,0.084649°E | PA00094697 | Església Saint-Jacques de Fromentas · Vegeu més fotos d'aquest monument · Carregueu una nova foto d'aquest monument             |
| Església                                        | Inv.  | Moyen Age        | Anhan                                        | 43° 41′ 55″ N, 0° 05′ 05″ E / 43.698713°N,0.084667°E | PA00094696 | Església · Vegeu més fotos d'aquest monument · Carregueu una nova foto d'aquest monument                                        |
| Castell de Marignan                             | Inv.  | Segle XVII       | Bars                                         | 43° 30′ 07″ N, 0° 18′ 58″ E / 43.501928°N,0.316147°E | PA00094728 | Carregueu una nova foto d'aquest monument                                                                                       |
| Llotja                                          | Inv.  | Segle XVI        | Bassoas                                      | 43° 34′ 46″ N, 0° 14′ 43″ E / 43.57933°N,0.245149°E  | PA32000017 | Llotja · Vegeu més fotos d'aquest monument · Carregueu una nova foto d'aquest monument                                          |
| Casa                                            | Inv.  | Segle XVII       | Bassoas                                      | 43° 34′ 46″ N, 0° 14′ 52″ E / 43.579462°N,0.24782°E  | PA00094730 | Casa · Vegeu més fotos d'aquest monument · Carregueu una nova foto d'aquest monument                                            |
| Antic castell                                   | Inv.  | Segle XIV        | Bassoas                                      | 43° 34′ 45″ N, 0° 14′ 52″ E / 43.579155°N,0.247761°E | PA00094729 | Antic castell · Vegeu més fotos d'aquest monument · Carregueu una nova foto d'aquest monument                                   |
| Església                                        | Inv.  | Segle XIV        | Beumarchés                                   | 43° 35′ 09″ N, 0° 05′ 27″ E / 43.585967°N,0.090696°E | PA00094733 | Església · Vegeu més fotos d'aquest monument · Carregueu una nova foto d'aquest monument                                        |
| Capella                                         | Cat.  | Segle XI         | Bèthlòc e Sent Clamenç                       | 43° 27′ 23″ N, 0° 24′ 52″ E / 43.456455°N,0.41435°E  | PA00094736 | Capella · Vegeu més fotos d'aquest monument · Carregueu una nova foto d'aquest monument                                         |
| Antiga abadia cistercenca                       | Inv.  | Segles XII-XVIII | Berdoas                                      | 43° 28′ 50″ N, 0° 24′ 33″ E / 43.480616°N,0.409155°E | PA00094738 | Antiga abadia cistercenca · Vegeu més fotos d'aquest monument · Carregueu una nova foto d'aquest monument                       |
| Església i cementiri                            | Inv.  | Segle XII        | Verneda                                      | 43° 40′ 11″ N, 0° 13′ 14″ O / 43.66968°N,0.220424°O  | PA00094739 | Església i cementiri · Vegeu més fotos d'aquest monument · Carregueu una nova foto d'aquest monument                            |
| Castell                                         | Inv.  | Segle XVII       | Bèthplan                                     | 43° 24′ 52″ N, 0° 11′ 54″ E / 43.414533°N,0.198306°E | PA00094741 | Castell · Vegeu més fotos d'aquest monument · Carregueu una nova foto d'aquest monument                                         |
| Zona arqueològica de Saint-Gô                   | Inv.  |                  | Boson e Gelanava                             | 43° 41′ 06″ N, 0° 01′ 50″ E / 43.684974°N,0.030491°E | PA32000001 | Carregueu una nova foto d'aquest monument                                                                                       |
| Antiga capella del Bouzonnet                    | Inv.  | Segles XI-XII    | Boson e Gelanava                             | 43° 41′ 48″ N, 0° 01′ 23″ E / 43.696589°N,0.022989°E | PA00094750 | Antiga capella del Bouzonnet · Vegeu més fotos d'aquest monument · Carregueu una nova foto d'aquest monument                    |
| Molí d'aigua                                    | Inv.  | Segles XVIII-XIX | Caüsac d'Ador Moulin                         | 43° 37′ 52″ N, 0° 01′ 11″ O / 43.631125°N,0.019704°O | PA00094752 | Carregueu una nova foto d'aquest monument                                                                                       |
| Castell de Saint-Julien                         | Inv.  | Segle XVII       | Caüsac d'Ador                                | 43° 38′ 23″ N, 0° 01′ 28″ O / 43.639676°N,0.024309°O | PA00094751 | Castell de Saint-Julien · Vegeu més fotos d'aquest monument · Carregueu una nova foto d'aquest monument                         |
| Església d'Auban                                | Cat.  | Segle XII        | Castèthnavèth                                | 43° 40′ 01″ N, 0° 07′ 18″ E / 43.666859°N,0.121721°E | PA00094758 | Església d'Auban · Vegeu més fotos d'aquest monument · Carregueu una nova foto d'aquest monument                                |
| Església                                        | Inv.  | Segle XVIII      | Galiatz                                      | 43° 36′ 56″ N, 0° 00′ 50″ E / 43.615456°N,0.013832°E | PA00094802 | Església · Vegeu més fotos d'aquest monument · Carregueu una nova foto d'aquest monument                                        |
| Antiga església de Baccarisse                   | Inv.  | Segles XV-XVI    | Gasatz e Vacarissa                           | 43° 35′ 55″ N, 0° 12′ 27″ E / 43.59867°N,0.207544°E  | PA00125588 | Carregueu una nova foto d'aquest monument                                                                                       |
| Castell                                         | Cat.  | Segle XVIII      | L'Isla                                       | 43° 35′ 11″ N, 0° 24′ 51″ E / 43.58626°N,0.414138°E  | PA00094812 | Castell · Vegeu més fotos d'aquest monument · Carregueu una nova foto d'aquest monument                                         |
| Castell                                         | Inv.  | Segle XVIII      | Laas                                         | 43° 28′ 15″ N, 0° 18′ 15″ E / 43.470764°N,0.304216°E | PA00094815 | Carregueu una nova foto d'aquest monument                                                                                       |
| Església Saint-Abdon et Saint-Sennen            | Inv.  | Segle XVI        | Labejan                                      | 43° 32′ 17″ N, 0° 30′ 04″ E / 43.538178°N,0.501122°E | PA00094816 | Església Saint-Abdon et Saint-Sennen · Vegeu més fotos d'aquest monument · Carregueu una nova foto d'aquest monument            |
| Pilar gal·loromà de la Tourraque d'Ortolas      | Inv.  | Gal·loromà       | La Masera                                    | 43° 34′ 14″ N, 0° 26′ 40″ E / 43.570504°N,0.444517°E | PA00094824 | Pilar gal·loromà de la Tourraque d'Ortolas · Modifica el valor a Wikidata · Carregueu una nova foto d'aquest monument           |
| Terròs feudal                                   | Inv.  | Moyen Age        | La Masera                                    | 43° 33′ 27″ N, 0° 27′ 05″ E / 43.557498°N,0.451405°E | PA00094823 | Terròs feudal · Carregueu una nova foto d'aquest monument                                                                       |
| Església Saint-Blaise                           | Inv.  | Segles XI-XII    | La Masera                                    | 43° 33′ 28″ N, 0° 27′ 06″ E / 43.557778°N,0.451754°E | PA00094822 | Església Saint-Blaise · Vegeu més fotos d'aquest monument · Carregueu una nova foto d'aquest monument                           |
| Església Saint-Ausit de Croûte                  | Cat.  | Segles XII-XVII  | La Serrada                                   | 43° 37′ 30″ N, 0° 03′ 49″ E / 43.625057°N,0.063659°E | PA00094834 | Església Saint-Ausit de Croûte · Vegeu més fotos d'aquest monument · Carregueu una nova foto d'aquest monument                  |
| Capella Saint-Roch de Vidaillan                 | Inv.  | Segle XVIII      | Lobersan                                     | 43° 30′ 57″ N, 0° 31′ 32″ E / 43.515788°N,0.525587°E | PA00094846 | Capella Saint-Roch de Vidaillan · Modifica el valor a Wikidata · Carregueu una nova foto d'aquest monument                      |
| Castell de Castelmore                           | Inv.  |                  | Lupiac                                       | 43° 42′ 39″ N, 0° 09′ 28″ E / 43.710777°N,0.157734°E | PA00125589 | Castell de Castelmore · Vegeu més fotos d'aquest monument · Carregueu una nova foto d'aquest monument                           |
| Hospici Saint-Jacques                           | Inv.  | Segle XV         | Lupiac                                       | 43° 40′ 56″ N, 0° 10′ 46″ E / 43.682107°N,0.179424°E | PA00094847 | Hospici Saint-Jacques · Vegeu més fotos d'aquest monument · Carregueu una nova foto d'aquest monument                           |
| Antiga església dels Augustins                  | Inv.  | Segle XIV        | Marciac                                      | 43° 31′ 31″ N, 0° 09′ 43″ E / 43.52532°N,0.161941°E  | PA00094857 | Antiga església dels Augustins · Carregueu una nova foto d'aquest monument                                                      |
| Església                                        | Cat.  | Segles XIV-XV    | Marciac                                      | 43° 31′ 28″ N, 0° 09′ 47″ E / 43.524527°N,0.163084°E | PA00094856 | Església · Vegeu més fotos d'aquest monument · Carregueu una nova foto d'aquest monument                                        |
| Antic convent dels Augustins                    | Inv.  | Segles XIV-XV    | Marciac                                      | 43° 31′ 32″ N, 0° 09′ 43″ E / 43.525522°N,0.161946°E | PA00094855 | Carregueu una nova foto d'aquest monument                                                                                       |
| Casa                                            | Inv.  | Segle XVIII      | Masseuva rue du Commerce; impasse du Couvent | 43° 25′ 46″ N, 0° 34′ 48″ E / 43.429518°N,0.579996°E | PA00094859 | Casa · Carregueu una nova foto d'aquest monument                                                                                |
| Torre de Rohan                                  | Inv.  | Segle XIV        | Miranda                                      | 43° 30′ 54″ N, 0° 24′ 17″ E / 43.515051°N,0.404713°E | PA00094865 | Torre de Rohan · Vegeu més fotos d'aquest monument · Carregueu una nova foto d'aquest monument                                  |
| Església Notre-Dame                             | Cat.  | Segle XIV        | Miranda                                      | 43° 30′ 56″ N, 0° 24′ 14″ E / 43.51556°N,0.403876°E  | PA00094864 | Església Notre-Dame · Vegeu més fotos d'aquest monument · Carregueu una nova foto d'aquest monument                             |
| Porta de vila                                   | Inv.  | Segle XIV        | Lo Mont d'Astarac                            | 43° 19′ 41″ N, 0° 34′ 04″ E / 43.327935°N,0.567649°E | PA00094871 | Porta de vila · Carregueu una nova foto d'aquest monument                                                                       |
| Església                                        | Inv.  | Segle XV         | Lo Mont d'Astarac                            | 43° 19′ 40″ N, 0° 34′ 05″ E / 43.327777°N,0.568183°E | PA00094870 | Església · Vegeu més fotos d'aquest monument · Carregueu una nova foto d'aquest monument                                        |
| Castell de Salleneuve                           | Inv.  | Segle XVIII      | Lo Mont d'Astarac                            | 43° 20′ 47″ N, 0° 34′ 10″ E / 43.346286°N,0.569492°E | PA00094869 | Carregueu una nova foto d'aquest monument                                                                                       |
| Castell de Laplagne                             | Inv.  | Segle xix        | Montesquiu                                   | 43° 33′ 54″ N, 0° 18′ 40″ E / 43.565059°N,0.311077°E | PA32000018 | Carregueu una nova foto d'aquest monument                                                                                       |
| Vestigis del castell de la Mothe                | Inv.  | Segle XIV        | Montesquiu                                   | 43° 34′ 35″ N, 0° 18′ 01″ E / 43.57631°N,0.300407°E  | PA00094873 | Carregueu una nova foto d'aquest monument                                                                                       |
| Terròs feudal Le Tuco de Panassac               | Inv.  | Moyen Age        | Panassac A la Route                          | 43° 23′ 20″ N, 0° 33′ 50″ E / 43.38879°N,0.564026°E  | PA00094886 | Terròs feudal Le Tuco de Panassac · Vegeu més fotos d'aquest monument · Carregueu una nova foto d'aquest monument               |
| Església Saint-Mamet                            | Cat.  | Segles XI-XVI    | Peirussa Grana                               | 43° 37′ 57″ N, 0° 12′ 51″ E / 43.6325°N,0.214167°E   | PA00094891 | Església Saint-Mamet · Vegeu més fotos d'aquest monument · Carregueu una nova foto d'aquest monument                            |
| Església Saint-André                            | Inv.  | Segles XI-XII    | Peirussa Vielha                              | 43° 37′ 48″ N, 0° 10′ 47″ E / 43.629863°N,0.179716°E | PA00094893 | Església Saint-André · Vegeu més fotos d'aquest monument · Carregueu una nova foto d'aquest monument                            |
| Castell                                         | Inv.  | Segle XIII       | Poilobon                                     | 43° 32′ 51″ N, 0° 17′ 37″ E / 43.547518°N,0.293723°E | PA00094894 | Castell · Vegeu més fotos d'aquest monument · Carregueu una nova foto d'aquest monument                                         |
| Església parroquial                             | Inv.  | Segles XI-XII    | Preishac d'Ador                              | 43° 36′ 19″ N, 0° 00′ 17″ O / 43.60528°N,0.004723°O  | PA00094895 | Església parroquial · Vegeu més fotos d'aquest monument · Carregueu una nova foto d'aquest monument                             |
| Església Saint-Pierre                           | Cat.  | Segles XV-XIX    | Riscla                                       | 43° 39′ 29″ N, 0° 05′ 09″ O / 43.658162°N,0.08594°O  | PA00094898 | Església Saint-Pierre · Vegeu més fotos d'aquest monument · Carregueu una nova foto d'aquest monument                           |
| Castell                                         | Inv.  | Segle XVI        | Sabasan                                      | 43° 42′ 19″ N, 0° 02′ 27″ E / 43.705143°N,0.040823°E | PA00094906 | Carregueu una nova foto d'aquest monument                                                                                       |
| Castell                                         | Inv.  | Segle XVI        | Sent Blancat                                 | 43° 20′ 42″ N, 0° 38′ 51″ E / 43.345°N,0.6475°E      | PA32000019 | Castell · Vegeu més fotos d'aquest monument · Carregueu una nova foto d'aquest monument                                         |
| Església Saint-Christophe                       | Cat.  | Segles XII-XIV   | Sent Cristau                                 | 43° 31′ 47″ N, 0° 15′ 42″ E / 43.529805°N,0.26167°E  | PA00094911 | Església Saint-Christophe · Vegeu més fotos d'aquest monument · Carregueu una nova foto d'aquest monument                       |
| Antic priorat                                   | Inv.  | Segle XVIII      | Sent Mont                                    | 43° 39′ 06″ N, 0° 08′ 58″ O / 43.65177°N,0.149412°O  | PA00094921 | Antic priorat · Vegeu més fotos d'aquest monument · Carregueu una nova foto d'aquest monument                                   |
| Església                                        | Cat.  | Segles XII-XV    | Sent Mont                                    | 43° 39′ 07″ N, 0° 08′ 58″ O / 43.652001°N,0.149423°O | PA00094920 | Església · Carregueu una nova foto d'aquest monument                                                                            |
| Església                                        | Inv.  | Segles XII-XVII  | Senta Dora                                   | 43° 25′ 10″ N, 0° 21′ 53″ E / 43.419559°N,0.364818°E | PA00094913 | Església · Vegeu més fotos d'aquest monument · Carregueu una nova foto d'aquest monument                                        |
| Creu bizantina                                  | Inv.  | Segle XI         | Tasca                                        | 43° 38′ 22″ N, 0° 01′ 14″ E / 43.639441°N,0.020492°E | PA00094936 | Creu bizantina · Vegeu més fotos d'aquest monument · Carregueu una nova foto d'aquest monument                                  |
| Església Saint-Pierre i antiga església abadial | Cat.  | Segles XII-XIII  | Tasca                                        | 43° 38′ 22″ N, 0° 01′ 15″ E / 43.639398°N,0.020726°E | PA00094937 | Església Saint-Pierre i antiga església abadial · Vegeu més fotos d'aquest monument · Carregueu una nova foto d'aquest monument |
| Conjunt dels vestigis del castell d'Armanhac    | Cat.  | Edat mitjana     | Tèrmis d'Armanhac                            | 43° 40′ 17″ N, 0° 00′ 46″ O / 43.671389°N,0.012778°O | PA00094938 | Conjunt dels vestigis del castell d'Armanhac · Vegeu més fotos d'aquest monument · Carregueu una nova foto d'aquest monument    |
| Torre de l'Horloge                              | Inv.  | Segles XIV-XV    | Tilhac                                       | 43° 28′ 31″ N, 0° 16′ 32″ E / 43.475225°N,0.275694°E | PA00094952 | Torre de l'Horloge · Carregueu una nova foto d'aquest monument                                                                  |
| Muralles                                        | Inv.  | Segles XIV-XV    | Tilhac                                       | 43° 28′ 34″ N, 0° 16′ 36″ E / 43.476019°N,0.276664°E | PA00094951 | Muralles · Carregueu una nova foto d'aquest monument                                                                            |
| Casa de la Bastida                              | Inv.  | Segle XV         | Tilhac                                       | 43° 28′ 31″ N, 0° 16′ 33″ E / 43.47536°N,0.27597°E   | PA00094950 | Casa de la Bastida · Carregueu una nova foto d'aquest monument                                                                  |
| Casa de la Bastida                              | Inv.  | Segle XV         | Tilhac                                       | 43° 28′ 32″ N, 0° 16′ 34″ E / 43.47546°N,0.27611°E   | PA00094949 | Carregueu una nova foto d'aquest monument                                                                                       |
| Casa de la Bastida                              | Inv.  | Segle XV         | Tilhac                                       | 43° 28′ 32″ N, 0° 16′ 34″ E / 43.47552°N,0.27618°E   | PA00094948 | Casa de la Bastida · Carregueu una nova foto d'aquest monument                                                                  |
| Casa de la Bastida                              | Inv.  | Segle XV         | Tilhac                                       | 43° 28′ 32″ N, 0° 16′ 34″ E / 43.47542°N,0.27605°E   | PA00094947 | Casa de la Bastida · Carregueu una nova foto d'aquest monument                                                                  |
| Casa de la Bastida                              | Inv.  | Segle XV         | Tilhac                                       | 43° 28′ 31″ N, 0° 16′ 33″ E / 43.47533°N,0.27594°E   | PA00094946 | Casa de la Bastida · Carregueu una nova foto d'aquest monument                                                                  |
| Casa de la Bastida                              | Inv.  | Segle XV         | Tilhac                                       | 43° 28′ 32″ N, 0° 16′ 34″ E / 43.47563°N,0.27598°E   | PA00094945 | Casa de la Bastida · Carregueu una nova foto d'aquest monument                                                                  |
| Casa de la Bastida                              | Inv.  | Segle XV         | Tilhac                                       | 43° 28′ 32″ N, 0° 16′ 33″ E / 43.47547°N,0.27578°E   | PA00094944 | Casa de la Bastida · Carregueu una nova foto d'aquest monument                                                                  |
| Casa de la Bastida                              | Inv.  | Segle XV         | Tilhac                                       | 43° 28′ 32″ N, 0° 16′ 33″ E / 43.47552°N,0.27586°E   | PA00094943 | Casa de la Bastida · Carregueu una nova foto d'aquest monument                                                                  |
| Casa de la Bastida                              | Inv.  | Segle XV         | Tilhac                                       | 43° 28′ 32″ N, 0° 16′ 34″ E / 43.47567°N,0.27604°E   | PA00094942 | Casa de la Bastida · Carregueu una nova foto d'aquest monument                                                                  |
| Casa de la Bastida                              | Inv.  | Segle XV         | Tilhac                                       | 43° 28′ 32″ N, 0° 16′ 33″ E / 43.47561°N,0.27597°E   | PA00094941 | Casa de la Bastida · Carregueu una nova foto d'aquest monument                                                                  |
| Casa de la Bastida                              | Inv.  | Segle XV         | Tilhac                                       | 43° 28′ 32″ N, 0° 16′ 33″ E / 43.47555°N,0.2759°E    | PA00094940 | Casa de la Bastida · Carregueu una nova foto d'aquest monument                                                                  |